# Jarosław Marycz
Jarosław Marycz (Koszalin, 17 aprile 1987) è un ex ciclista su strada polacco, attivo tra gli Elite dal 2010 al 2018 e campione nazionale a cronometro nel 2010.

## Palmarès
- 2005 (Juniores)

2ª tappa Giro della Lunigiana (Marinella di Sarzana > Sarzana La Fortezza)
- 2007 (Team FidiBC.com, una vittoria)

4ª tappa Tour du Loir-et-Cher (Villebarou > Chailles)
- 2008 (Team FidiBC.com, quattro vittorie)

Berner Rundfahrt
Trofeo Alcide De Gasperi
Campionati polacchi, Prova a cronometro Under-23 (Złotoryja)
Gran Premio Inda-Trofeo Aras Frattini
- 2009 (Viris Vigevano-Isauto, tre vittorie)

Coppa G. Romita
Campionati polacchi, Prova a cronometro Under-23 (Borek Wielkopolski)
3ª tappa Okolo Slovenska (Vráble)
- 2010 (Team Saxo Bank, una vittoria)

Campionati polacchi, Prova a cronometro (Kielce)
- 2014 (CCC Polsat Polkowice, una vittoria)

Classifica generale Dookoła Mazowsza

### Altri successi
- 2014 (CCC Polsat Polkowice)

1ª tappa Dookoła Mazowsza (Nowy Dwór Mazowiecki, cronosquadre)

## Piazzamenti

### Grandi Giri
- Giro d'Italia

2015: ritirato (12ª tappa)
- Vuelta a España

2011: 149º

### Classiche monumento
- Milano-Sanremo

2015: 150º
2016: 109º
- Giro delle Fiandre

2011: 85º
2012: 101º
2016: 69º
- Parigi-Roubaix

2011: 93º
2012: fuori tempo

### Competizioni mondiali
- Campionati del mondo

Verona 2004 - Cronometro Juniors: 54º
Salisburgo 2005 - Cronometro Juniors: 4º
Stoccarda 2007 - Cronometro Under-23: 33º
Varese 2008 - In linea Under-23: 57º
Mendrisio 2009 - Cronometro Under-23: 19º
Mendrisio 2010 - Cronometro Elite: 39º
Limburgo 2012 - In linea Elite: 53º